# Žralok trnitý
Žralok trnitý (Echinorhinus brucus) je jeden ze dvou druhů čeledi drsnotělcovití.

## Popis
Kromě Tichého oceánu se vyskytuje v tropických a mírných vodách po celém světě.
Vyskytuje se v hloubkách 400–900 m, občas i v mělčí vodě.
Dorůstá až 3,1 metru.
Po narození měří 40–50 cm.

## Potrava
Živí se rybami, např. sumčíky a žraloky nebo i kraby.